# 铲叶垂头菊
铲叶垂头菊（学名：Cremanthodium sino-oblongatum）为菊科垂头菊属的植物，是中国的特有植物。分布于中国大陆的云南等地，生长于海拔3,900米至4,000米的地区，多生在山坡以及灌丛中，目前尚未由人工引种栽培。